# Loktjärn-Holmsmyran
Loktjärn-Holmsmyran är ett naturreservat i Sollefteå kommun i Västernorrlands län.
Området är naturskyddat sedan 2007 och är 43 hektar stort. Reservatet består av en brandpräglad talldominerad skog samt en del grandominerad skog. I norr ingår våtmark belägen söder om Loktjärnen.